# Прокофьева-Бельговская, Александра Алексеевна
Александра Алексеевна Проко́фьева-Бельго́вская (26 марта 1903, Александров, Владимирская губерния — 16 февраля 1984, Москва) — советский генетик, известна своими исследованиями организации эукариотической хромосомы, одна из создателей отечественной школы медицинской цитогенетики, доктор биологических наук, профессор, член-корреспондент Академии медицинских наук СССР, лауреат Государственной премии СССР по науке и технике.

## Биография
Александра Прокофьева родилась 26 марта (н.с.) 1903 года в г. Александрове Владимирской области в семье выходцев из крестьян. В 1923 году она окончила Петроградский Губернский институт народного образования и до 1930 года преподавала в школах Ленинграда, одновременно продолжая своё образование на Естественном отделении Физико-математического факультета ЛГУ на кафедре генетики.
В 1930 году была приглашена академиком С. Г. Навашиным работать в Лаборатории цитологии АН СССР (Ленинград). С 1933 года работала в Лаборатории генетики АН СССР, возглавлявшейся Н. И. Вавиловым и преобразованной впоследствии в Институт генетики АН СССР. С этого времени и до 1948 года занималась цитогенетикой дрозофилы. Этот период отмечен плодотворным сотрудничеством А. А. Прокофьевой с Германом Мёллером, который руководил лабораторией проблем гена и мутагенеза в Институте генетики с 1934 по 1938 год. Методику получения препаратов политенных хромосом А. А. Прокофьева осваивала под руководством Кэлвина Бриджеса, приезжавшего в Ленинград на четыре месяца по приглашению Н. И. Вавилова. В 1935 году А. А. Прокофьева-Бельговская переехала вместе с институтом в Москву. В 1936 году Президиумом Академии наук СССР ей была присвоена степень кандидата наук без защиты диссертации по совокупности опубликованных научных работ.
Во время войны с ноября 1941 года по 1944 год работала в составе Института генетики АН СССР в г. Фрунзе, куда было эвакуировано биологическое отделение АН СССР.
В феврале 1948 году, работая в то время в Институте цитологии, гистологии и эмбриологии АН СССР, А. А. Прокофьева-Бельговская успешно представила к защите докторскую диссертацию «Цикл клеточного ядра как фактор развития наследственности». Однако в связи с решениями августовской сессии ВАСХНИЛ 1948 года Президиум ВАК отклонил решение о защите диссертации, так как в диссертации развивалась хромосомная теория наследственности. В 1948 году была уволена из института с формулировкой «в связи с реорганизацией».
А. А. Прокофьева-Бельговская была вынуждена прекратить генетические исследования и в 1948 году поступила на работу в Всесоюзный научно-исследовательский институт по пенициллину и другим антибиотикам Министерства здравоохранения СССР. Там она занималась изучением микроскопического строения и развития нескольких видов актиномицетов, продуцентов антибиотиков. А. А. Прокофьева-Бельговская разработала цитологические основы контроля культур актиномицетов, которые были положены в основу промышленных регламентов на производстве. В этом институте она проработала до 1956 года старшим научным сотрудником, заместителем начальника отдела и заведующим Музея штаммов.
В 1956 году А. А. Прокофьева-Бельговская перешла на работу в только что организованную Н. П. Дубининым лабораторию радиационной генетики Института биологической физики АН СССР, где под защитой государственных программ в области атомной физики и радиационной безопасности возобновились классические генетические исследования. С этого времени основным объектом исследования А. А. Прокофьевой-Бельговской становятся хромосомы человека.
В 1962 году А. А. Прокофьева-Бельговская была приглашена В. А. Энгельгардтом возглавить лабораторию общей и космической кариологии в Институт радиационной и физико-химической биологии АН СССР, вскоре переименованный в Институт молекулярной биологии. В 1964 году, продолжая работу в Институте молекулярной биологии, А. А. Прокофьева-Бельговская организовала лабораторию цитогенетики человека при Институте морфологии человека АМН СССР. В 1969 году эта лаборатория была переведена в состав Института медицинской генетики АМН СССР. В 1971 году А. А. Прокофьева-Бельговская стала заведующей этой лаборатории и руководила ей на общественных началах до 1984 года. В 1973 году оставила пост заведующей лаборатории общей и космической кариологии в ИМБ АН СССР и перешла на должность старшего научного сотрудника-консультанта.
А. А. Прокофьева-Бельговская была избрана членом-корреспондентом АМН СССР в 1965 году.
Муж — Марк Леонидович Бельговский (1906—1959), генетик; сын — Игорь Маркович Бельговский (1934—1992), доктор физико-математических наук.
Скончалась 16 февраля 1984 года в Москве, похоронена на Даниловском кладбище.

## Награды
В 1961 году награждена медалью «За трудовую доблесть» за исследования хромосом человека в условиях космического полёта. В связи с 250-летием Академии наук СССР в 1975 году награждена Орденом Трудового Красного Знамени. В 1983 году вместе с коллегами по Академии медицинских наук СССР — Н. П. Бочковым, А. Ф. Захаровым, Е. Ф. Давиденковой и Е. Е. Погосянц — удостоена Государственной премии СССР по науке и технике за цикл работ по исследованиям хромосом человека в норме и патологии.

## Научные труды
- Прокофьева-Бельговская А. А. Строение и развитие актиномицетов. — М.: Изд-во Академии наук СССР, 1963. — 275 с.
- Прокофьева-Бельговская А. А., Бочков Н. П., Гринберг К. Н. и др. Основы цитогенетики человека. — М.: Медицина, 1969. — 544 с.
- Прокофьева-Бельговская А. А. Гетерохроматические районы хромосом. — М.: Наука, 1986. — 430 с.

### Избранные статьи
- Прокофьева А. А. Исследования по сперматогенезу у Corixidae // Русск. архив анатом., гистол., эмбриол. — 1932. — Т. 10. — С. 64—79.
- Prokofyeva A. A. Vergleichend-karyologishe Studien von elf Arten der Familie Corixidae (нем.) // Z. Zellforsch. Mikroscop. Anatom. — 1933. — Bd. 19, Nr. 1. — S. 1—27.
- Muller H. J., Prokofyeva A. A. The Individual Gene in Relation to the Chromomere and the Chromosome (англ.) // Proc Natl Acad Sci U S A. — 1935. — Vol. 21, no. 1. — P. 16—26. — PMID 16577650.
- Muller H. J., Prokofyeva A., Raffel D. Minute Intergenic Rearrangement as a Cause of Apparent Gene Mutation (англ.) // Nature. — 1935. — Vol. 135, no. 3407. — P. 253—255. — doi:10.1038/135253a0.
- Muller H. J., Raffel D., Gershenson S. M., Prokofyeva-Belgovskaya A. A. A Further Analysis of Loci in the so-Called «Inert Region» of the X Chromosome of Drosophila (англ.) // Genetics. — 1937. — Vol. 22, no. 2. — P. 87—93. — PMID 17246832.
- Prokofyeva-Belgovskaya A. A. The Structure of the Y Chromosome in the Salivary Glands of Drosophila Melanogaster (англ.) // Genetics. — 1937. — Vol. 22, no. 1. — P. 94—103. — PMID 17246833.
- Prokofieva-Belgovskaja A. A. Mother and daughter chromosomes; significance of heterocyclic systems in paired nuclei (англ.) // Heredity. — 1946. — Vol. 37, no. 8. — P. 239—246. — PMID 20281703.
- Prokofyeva-Belgovskaya A. A. Heterochromatization as a change of chromosome cycle (англ.) // J. Genetics. — 1947. — Vol. 48. — P. 80—98.
- Атаева Д. М., Прокофьева-Бельговская А. А., Слезингер С. И. Сравнительное исследование редупликации хромосом в культуре лейкоцитов у женщин разного возраста // Цитология. — 1973. — Т. 15, № 6. — С. 659—667. — PMID 4761842.
- Lozovskaya E. R., Slesinger S. I., Prokofieva-Belgovskaya A. A. Comparative study of human chromosome replication in primary cultures of embryonic fibroblasts and in cultures of peripheral blood leucocytes (недоступная ссылка — история) (англ.) // Chromosoma. — 1977. — Vol. 60, no. 1. — P. 69—79. — doi:10.1007/BF00330412. — PMID 858259.
- Podugolnikova O. A., Parfenova I. V., Sushanlo H. M., Prokofieva-Belgovskaja A. A. The quantitative analysis of polymorphism on human chromosomes 1, 9, 16, and Y. I. Description of individual karyotypes (недоступная ссылка — история) (англ.) // Hum. Genet. — 1979. — Vol. 49, no. 3. — P. 243—250. — PMID 573238.